# Agoliinus incommunis
Agoliinus incommunis är en skalbaggsart som beskrevs av Henry Clinton Fall 1932. Agoliinus incommunis ingår i släktet Agoliinus och familjen Aphodiidae. Inga underarter finns listade i Catalogue of Life.